# Misón (pintor)

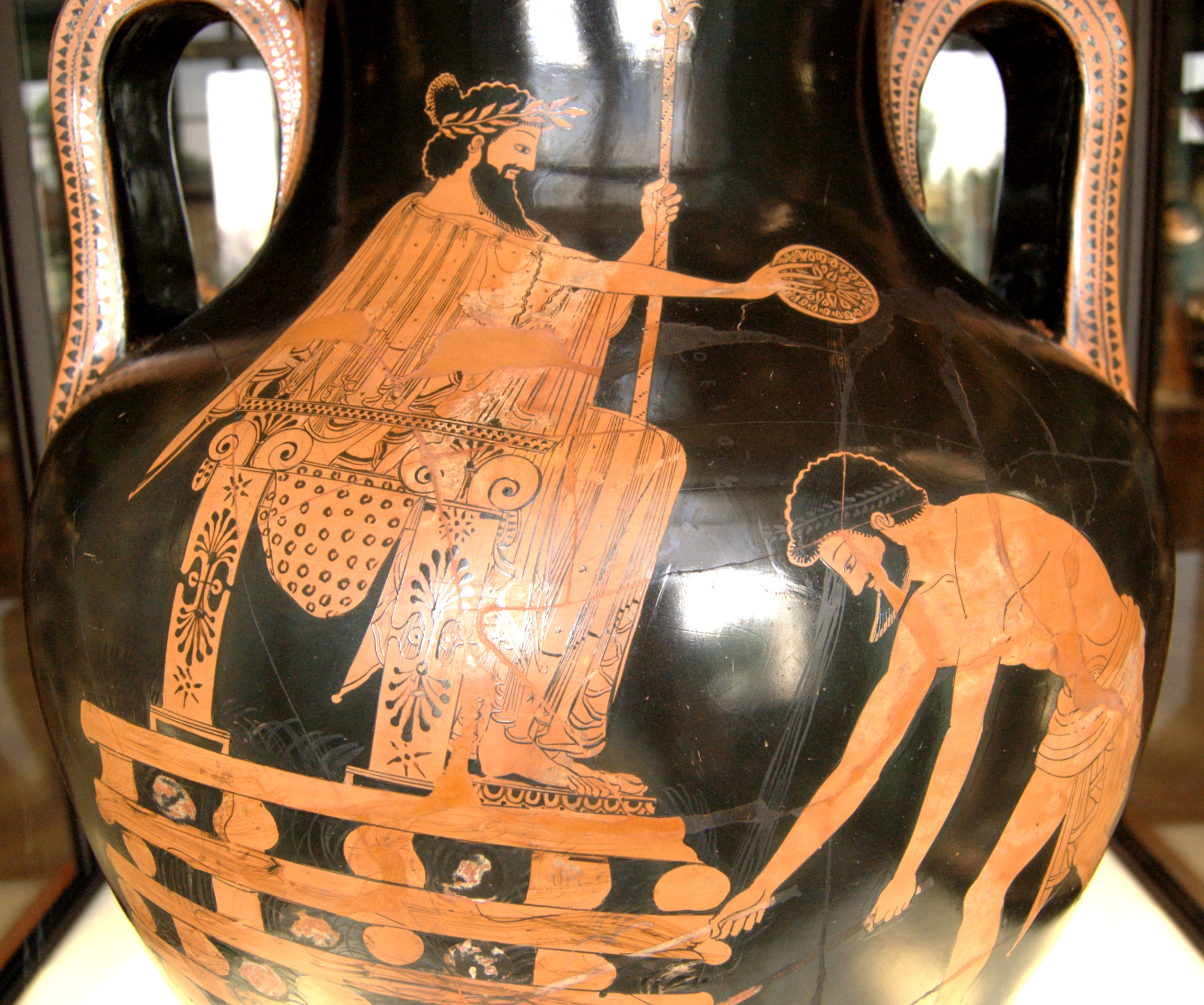
Ánfora del tipo A, Creso encima de la pira. Museo del Louvre, G 197.

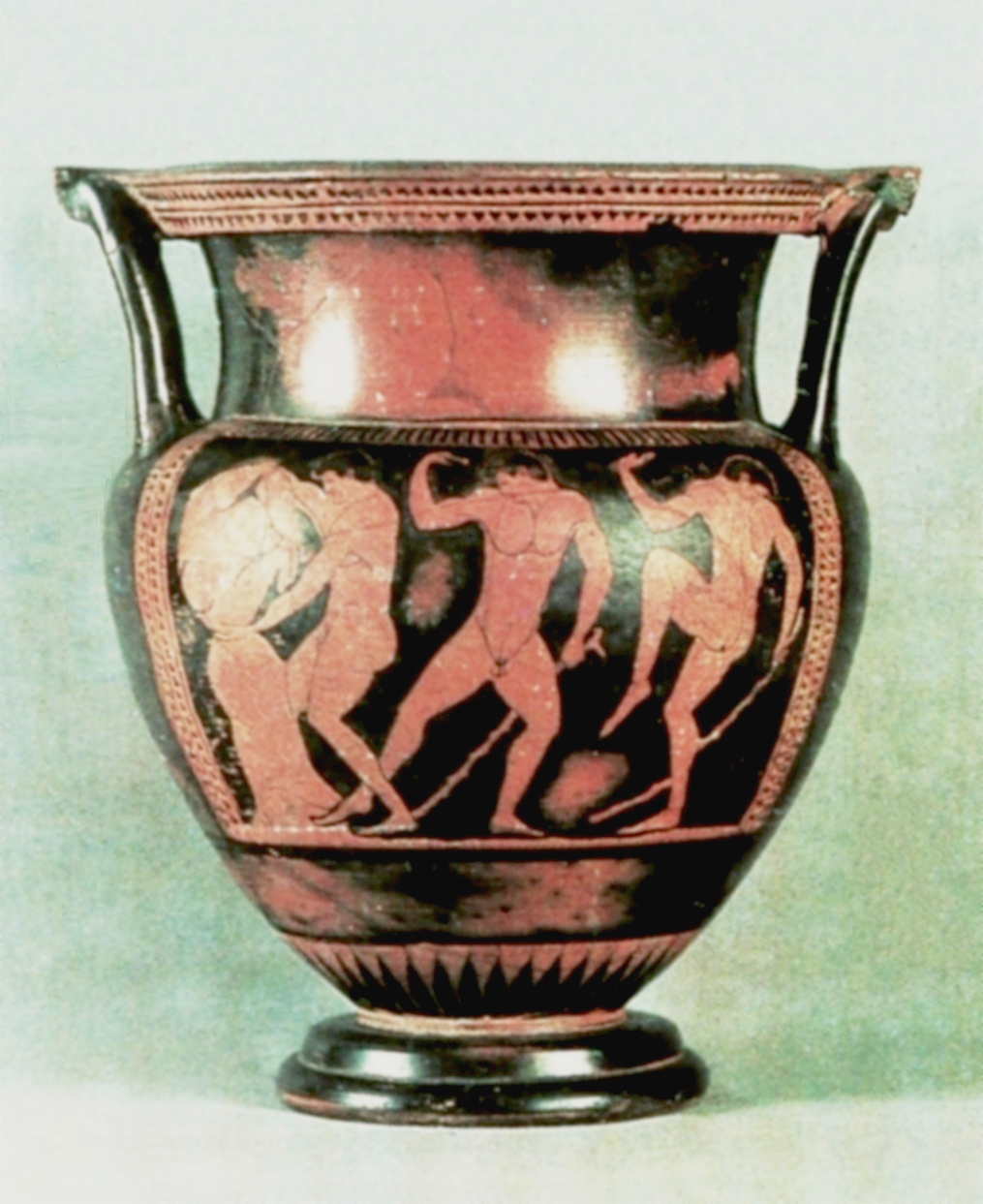
Crátera con como. c. 500 - 490 a. C. Museo Nacional de Varsovia.

Misón (en griego antiguo: Μύσων) fue un antiguo alfarero pintor griego de vasos áticos de figuras rojas , activo en Atenas aproximadamente entre el 500 a. C. y 475 a. C., durante el llamado período tardo arcaico.
Su firma, como alfarero y pintor de vasos, nos ha llegado, en grandes letras pintadas en rojo, en el cuello de una crátera de columnas (ahora considerablemente dañada), que dedicó como ofrenda votiva a la diosa Atenea en la Acrópolis, Su firma (MYSONEGRAFSENKA[IE]POIESEN, ‘Misón dibujó y realizó’), aparece en el cuello de la pieza como pintor y alfarero. Otros vasos de cerámica se han atribuido a su mano según el estilo de la pintura.
Misón es considerado por John Beazley como el fundador del grupo de manieristas de pintura de vasos de figuras rojas. Según Beazley es un pintor de grandes vasos, especialmente de cráteras de columnas (especialmente los vasos más grandes),  una forma frecuente y muy común en esa época. Según Beazley su obra alcanza más de cuarenta y cinco vasos.
Entre sus alumnos probablemente se encontraban el Pintor de Pan (fue su alumno más talentoso), el Pintor de los cerdos, que se cree se hubiese hecho cargo del taller del maestro, y el Pintor de Leningrado (estos son los nombres convenidos de estos pintores de vasos anónimos). John Beazley nombra a otra media docena de pintores de vasos como manieristas anteriores y clasifica otros noventa vasos como «obras de manieristas antiguos, pero sin especificar», refiriéndose generalmente a estos pintores como "alumnos de Misón". Sin embargo, según la investigación de la arqueóloga británica Louise Berge, solo el Pintor de los cerdos de los artistas mencionados fue en realidad su alumno. Estos pintores decoraban principalmente hidrias, pélices y cráteras de columnas, una forma de vaso que Misón había reintroducido en el repertorio de los pintores y alfareros de figuras rojas. Los temas de las pinturas de Misón eran especialmente la mitología, los celebrantes y los atletas.
Entre sus obras más conocidas se encuentra un ánfora de figuras rojas (Louvre G197), datada aproximadamente entre el 500 y el 490 a. C., que representa al rey lidio Creso en una pira alta (identificada por una inscripción en el vaso). El rey está sentado en un trono, mirando al frente en una postura casi hierática, tiene una larga barba y viste suntuosamente el atuendo real, sosteniendo un cetro en la mano izquierda y una corona de hojas de laurel en la cabeza. Con la mano derecha realiza una libación ritual con una fíala sobre la pira que lo matará. La pira es encendida por un sirviente (identificado por la inscripción como Eutidemo), que viste solo un taparrabos y una diadema, lo que contrasta con el suntuoso atuendo del rey. Según una leyenda griega, Creso fue condenado a muerte por los persas aqueménidas, pero el dios Apolo lo salvó.
Otra obra notable de Misón es una crátera de cáliz de figuras rojas , que data de alrededor del 490 a. C., que representa (en la cara A) a Heracles y Apolo luchando por el trípode délfico (Museo Británico, 1842).  Otras de sus obras es una crátera de columnas (Museo Getty, 86.AE.205), datadas en el 480 a. C. En la proa de la embarcación se muestran dos atletas desnudos y un entrenador vestido ejercitándose, uno sosteniendo una jabalina y el otro una pesa utilizada en el salto de longitud. En la popa, dos jóvenes conducen sus caballos.
La ánfora panatenaica del Museo Arqueológico Nacional de Florencia 3982, es más cercana al estilo del Pintor de Pan.

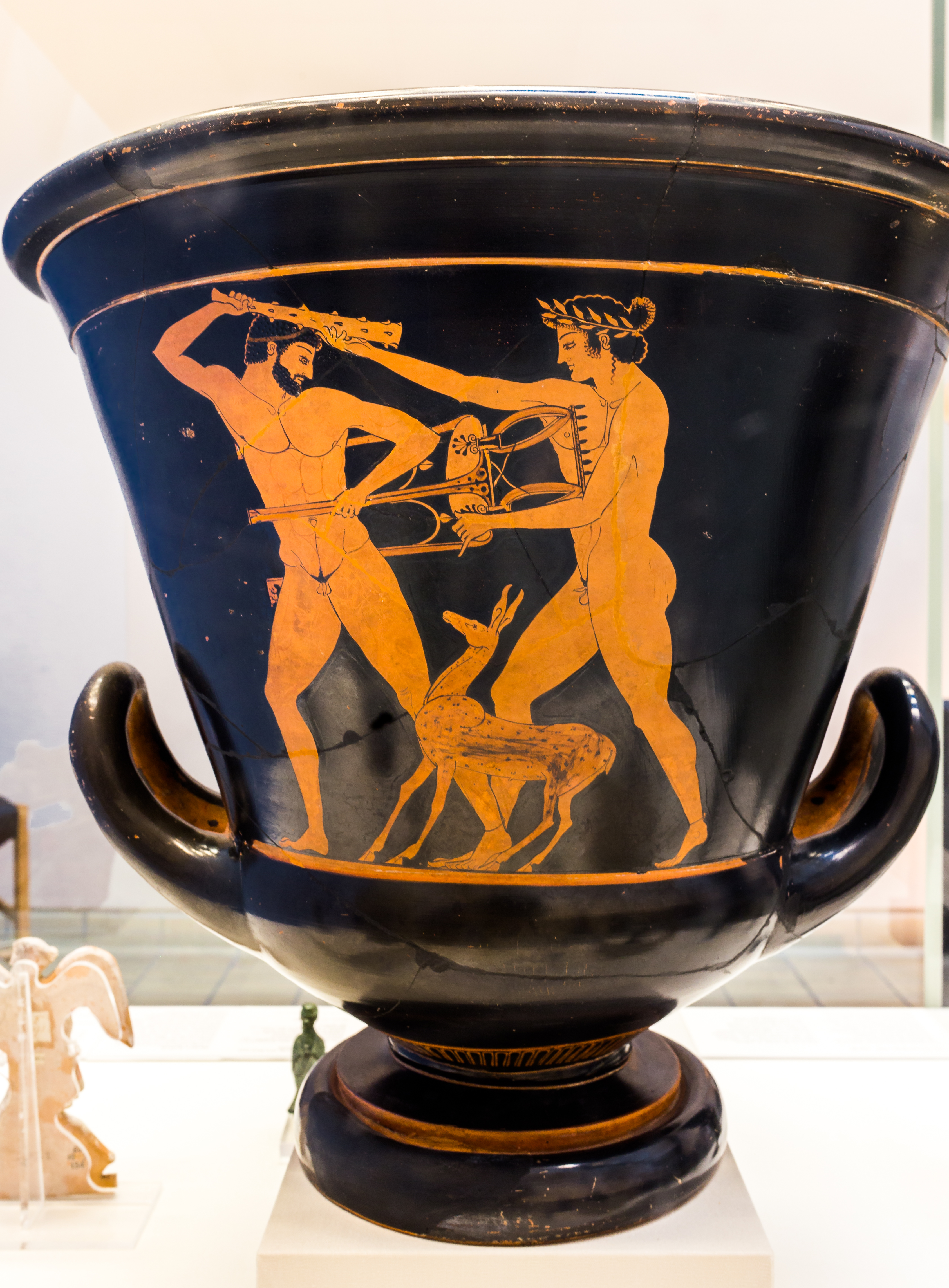
Crátera de cáliz ática de figuras rojas, que representa a Heracles y Apolo luchando por el trípode.
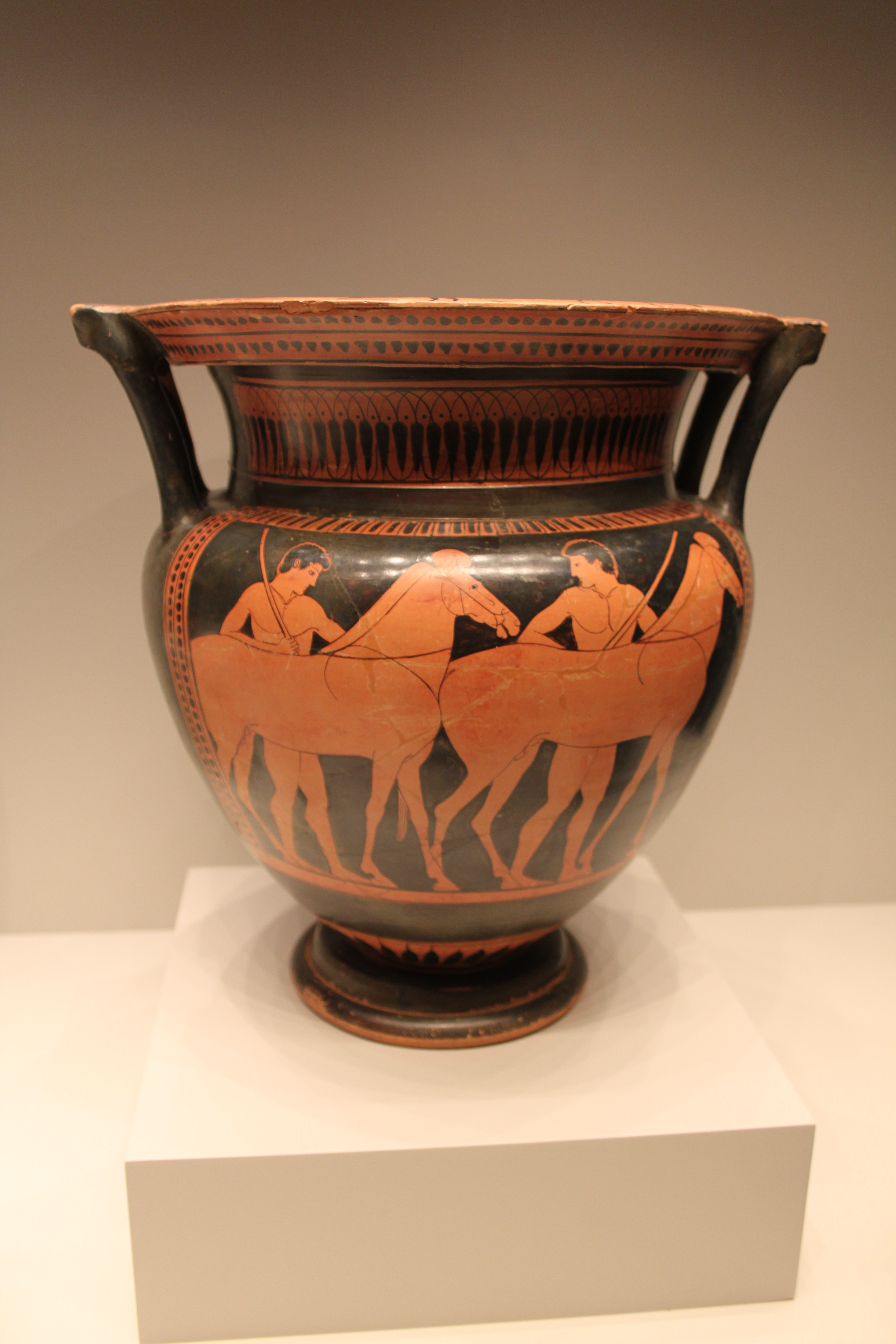
Crátera de columnas de figuras rojas que representa a dos jóvenes con caballos.
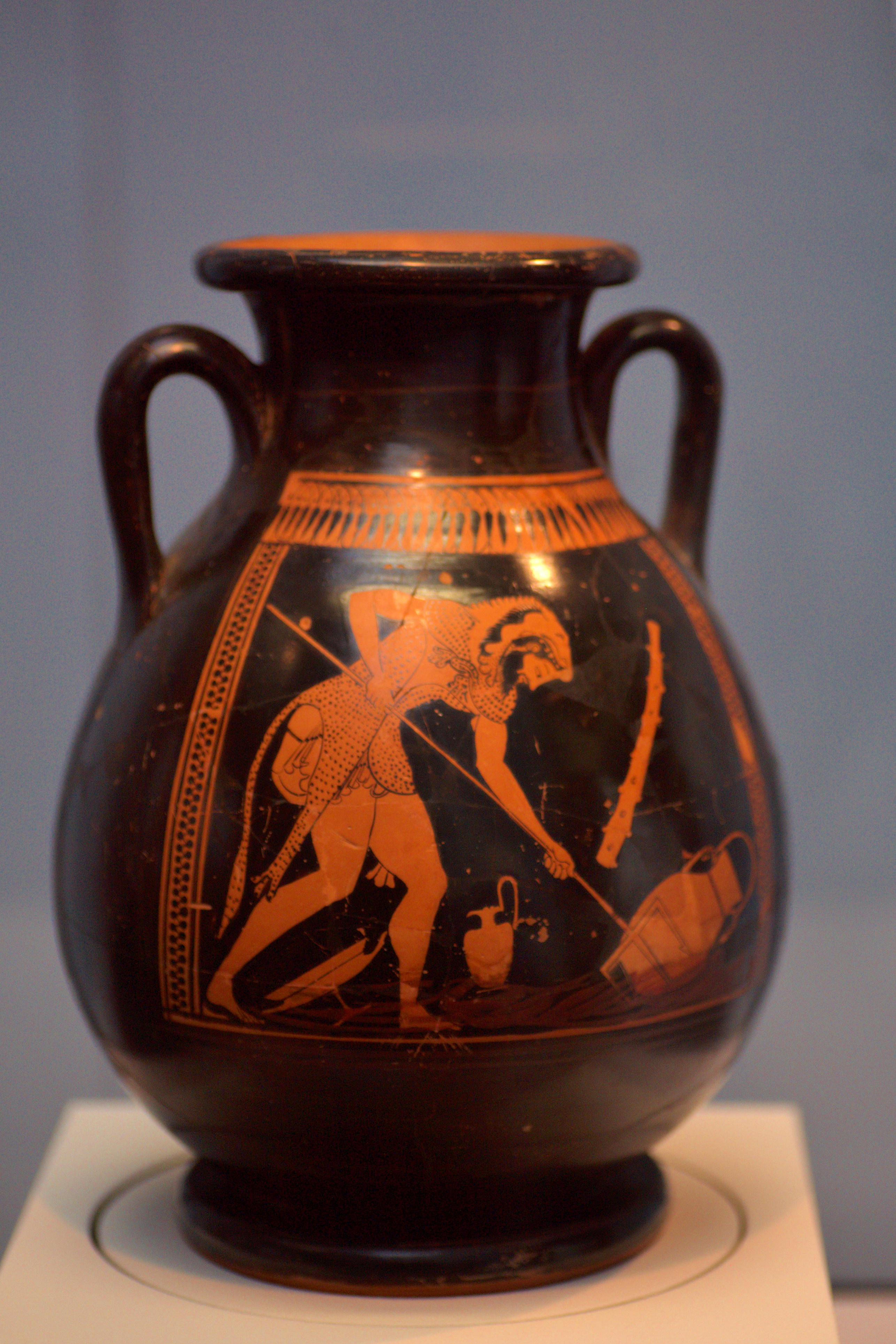
Pélice, c. 500 a. C.
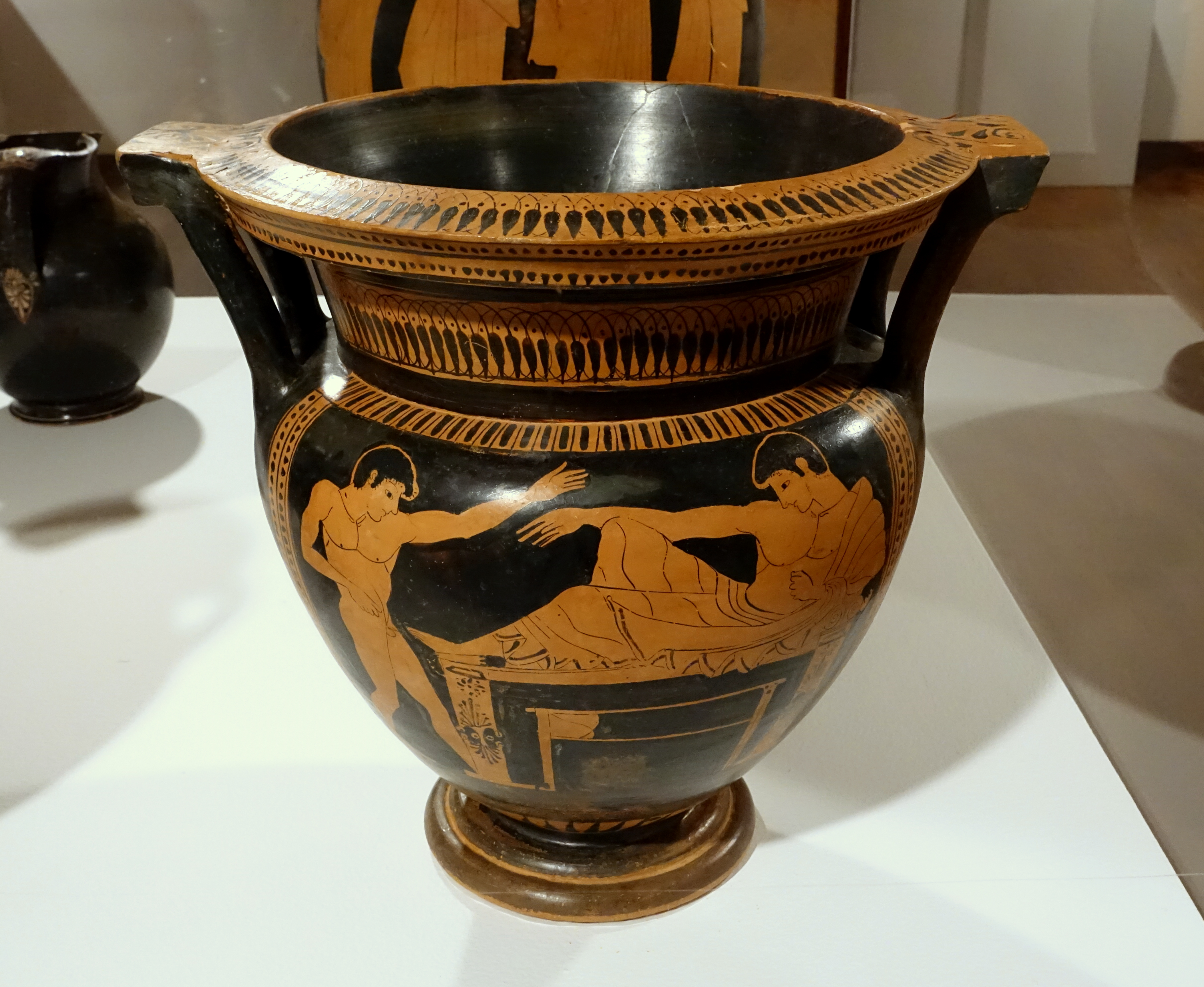
Crátera de columnas, c. 490–480 a. C.
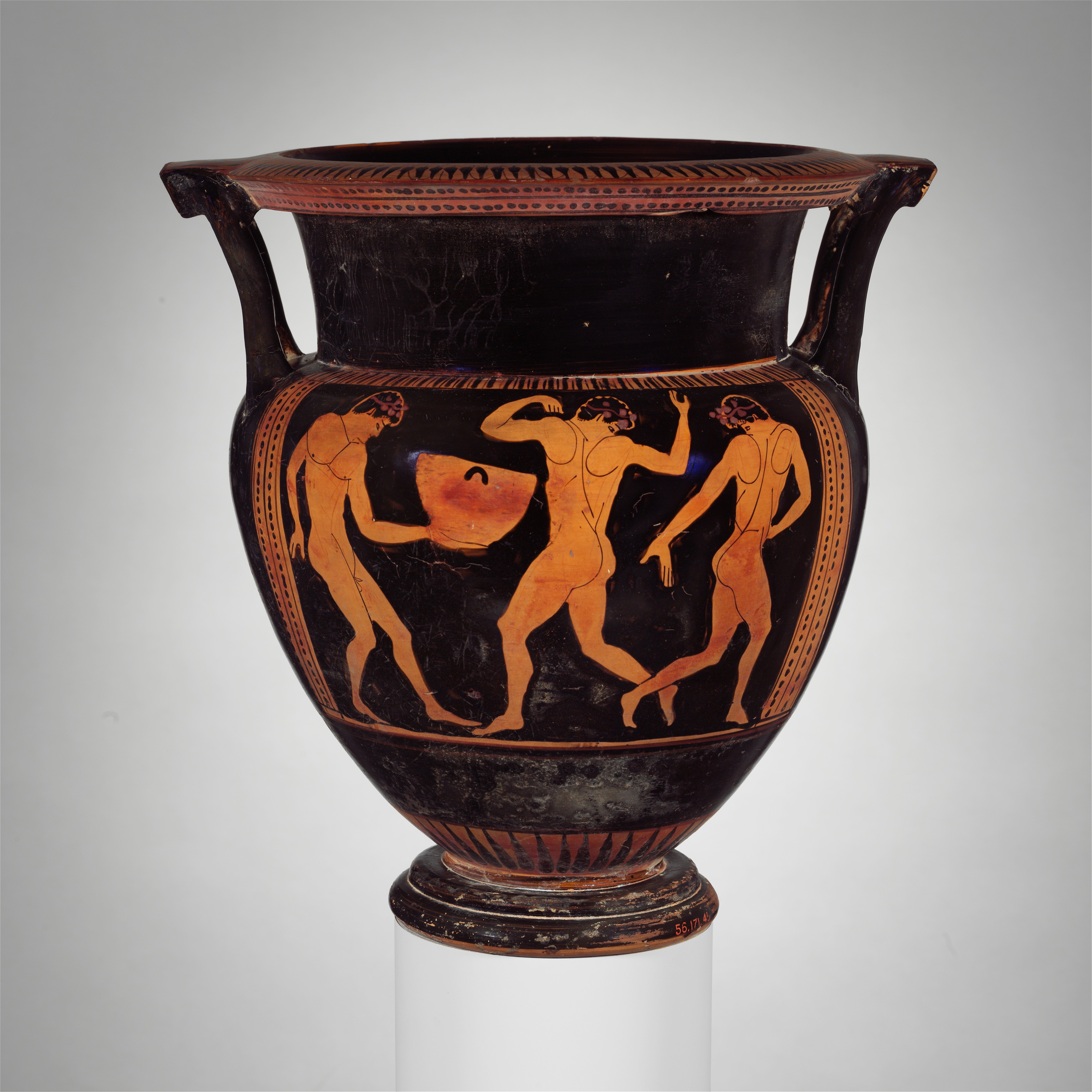
Crátera de columnas, c. 480 a. C.
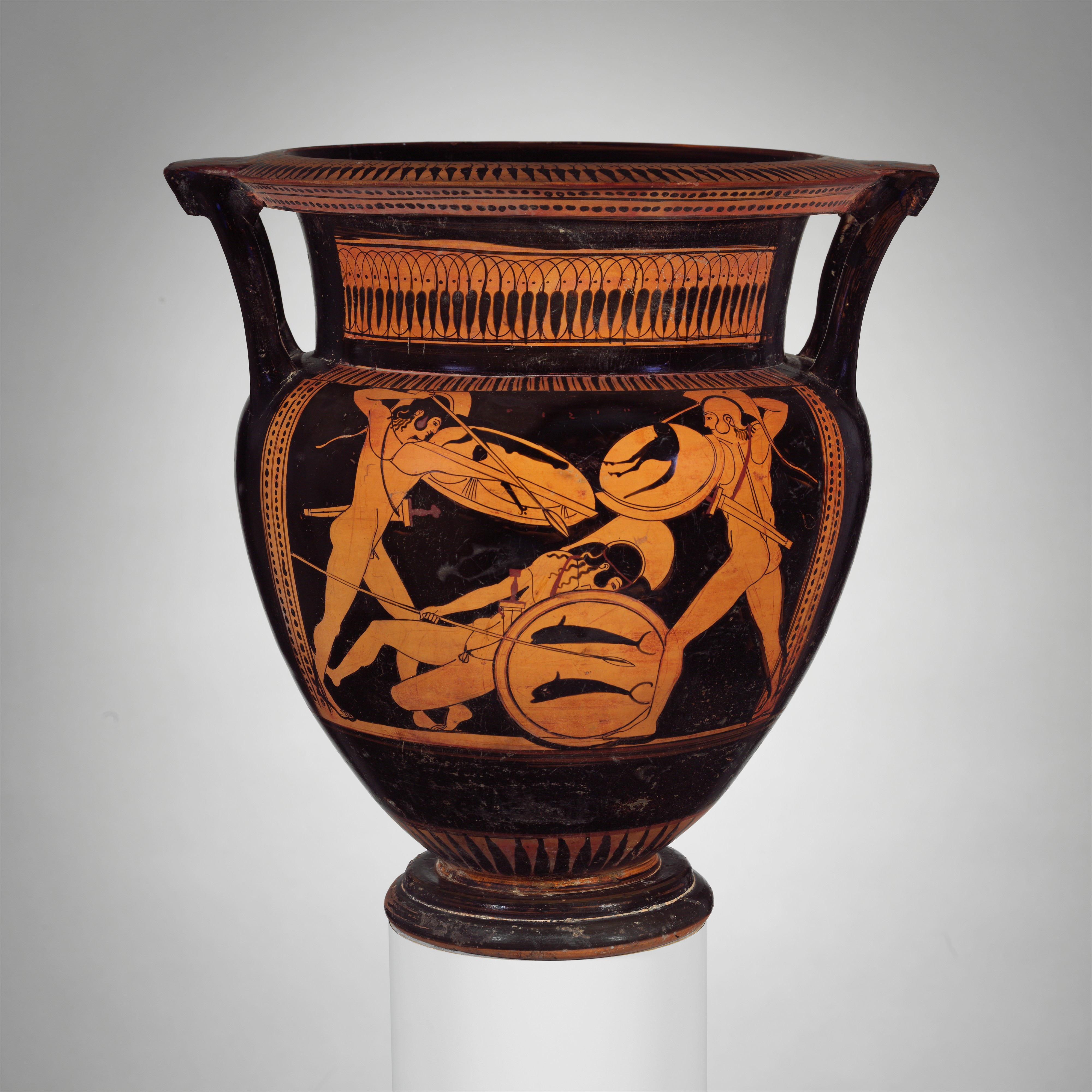
Crátera de columnas, c. 480 a. C.
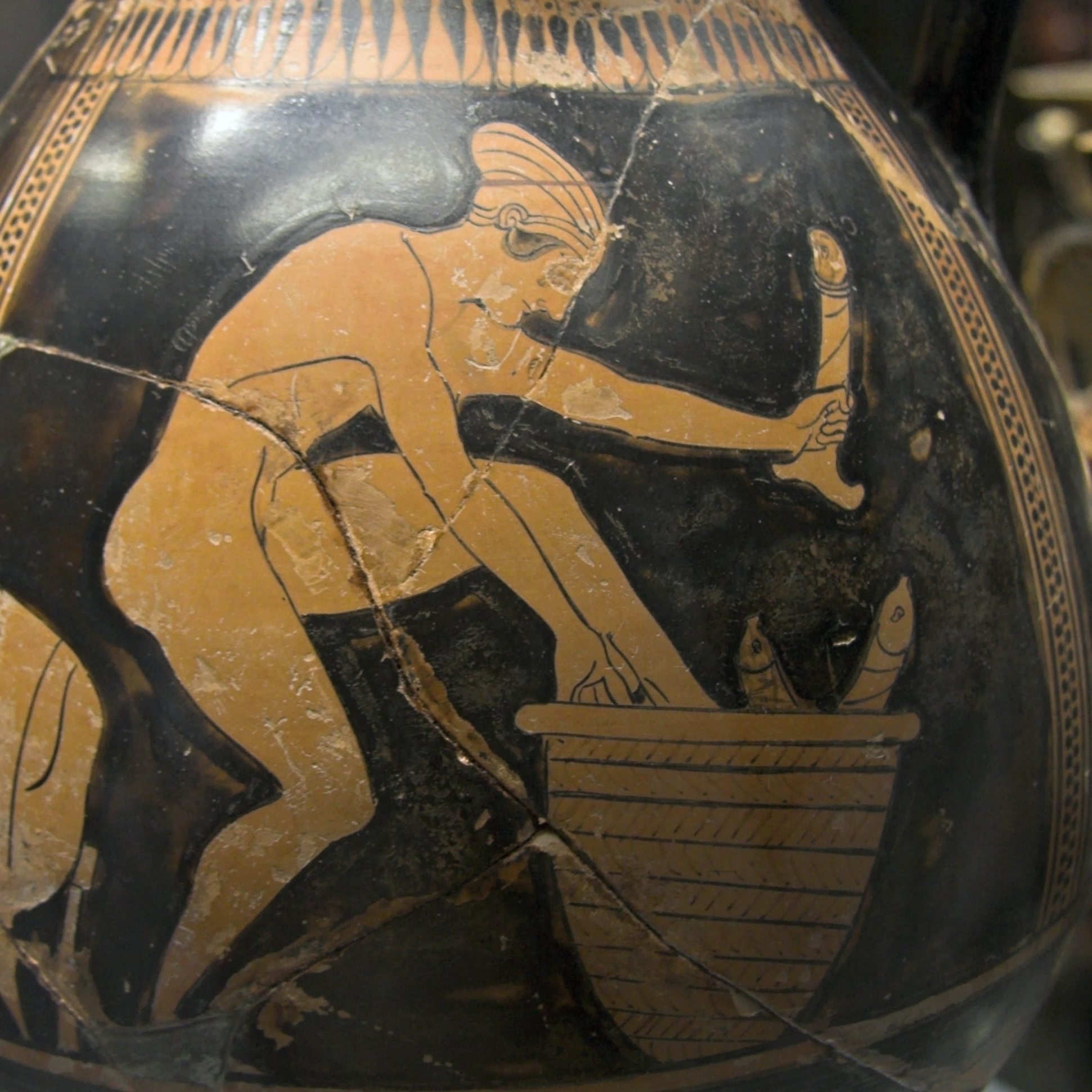
Una mujer entra en una cesta con un falo artificial. Detalle de un ánfora, c. 480-475 a. C.